# 云龙镇 (海口市)
云龙镇是中国海南省海口市琼山区的一个镇。

## 行政概况
云龙镇辖1个社区、7个行政村：
- 南区社区
- 儒林村
- 云龙村
- 长泰村
- 云阁村
- 云蛟村
- 云裕村
- 云岭村

## 旅游景点
琼崖红军云龙改编旧址 位于琼山云龙墟，该旧址始建于1952年。原琼山县人民政府于1984年、1989年和1998年对该旧址进行了扩建和改建。云龙改编旧址原为“六月婆”庙场址，因1938年12月5日琼崖工农红军在此改编为琼崖抗日独立队而得名。